# Новгород-Сіверський історико-культурний музей-заповідник «Слово о полку Ігоревім»
Новгород-Сіверський історико-культурний музей-заповідник «Слово о полку Ігоревім» — комплекс історичних пам'яток Сіверщини.
Створений рішенням Чернігівського обласного виконкому від 27 серпня 1990 на базі краєзнавчого музею та філії Чернігівського історико-архітектурного заповідника (нині заповідник «Чернігів стародавній»).

## Пам’ятки
До складу заповідника входять:
- архітектурно-містобудівний ансамбль Новгород-Сіверського Спасо-Преображенського монастиря,
- Замкова гора
- кілька архітектурних пам'яток історичного середмістя, основними з яких є:
  - Свято-Успенський собор (1671—1715),
  - дерев'яна церква св. Миколая (1762),
  - Тріумфальна арка (1786—1787),
  - торгові ряди та склади (кінця XVIII ст.).

Загалом музею-заповіднику передано 12 пам'яток архітектури й містобудування.

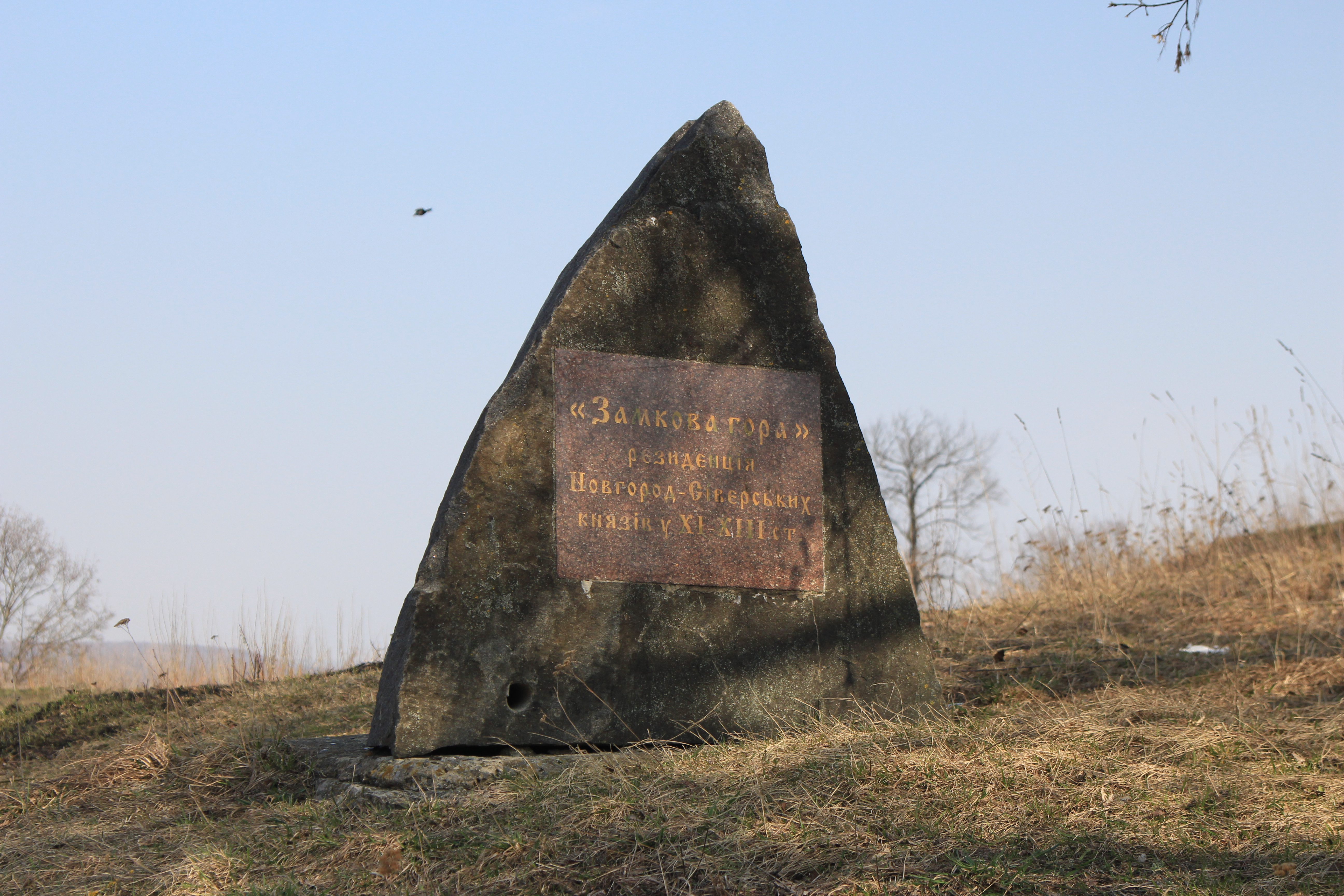
Замкова гора Новгорода-Сіверського

Спасо-Преображенський собор (1791—1806), зведений за проектом архітектора Дж. Кваренгі, Тріумфальна арка та торгові ряди й склади належать до небагатьох зразків стилю класицизму в Україні. Свято-Успенський собор є значним архітектурним твором українського бароко раннього періоду.
Спасо-Преображенський монастир у Новгороді-Сіверському є одним із найвизначніших сакральних ансамблів України. Перші будови на території монастиря з'явилися в 11—12 ст. Зі споруд того часу зберігся фундамент головного мурованого Спаського собору, зведеного в кінці 12 — на початку 13 ст., та залишки стін княжого терема.
У 17 ст. тут споруджено бурсу (колегіум), келії, оборонні стіни з вежами. До 1679 в монастирі діяла друкарня, що зіграла значну позитивну роль у розвитку української культури.
Нині на території Спасо-Преображенського монастиря діє музей «Слова о полку Ігоревім», в експозиції якого представлені дореволюційні та сучасні видання літописної пам'ятки, її переклади іноземними мовами, археологічні знахідки доби Київської Русі, твори образотворчого мистецтва. Розташований окремо краєзнавчий відділ заповідника знайомить з історією міста, етнографією та природою Новгород-Сіверщини.
Замкова гора є історичною місцевістю, де розміщувався дитинець, резиденція новгород-сіверських князів XII—ХІІІ ст.; звідси в 1185 виступив у похід на половців новгород-сіверський князь Ігор Святославич — головна постать «Слова о полку Ігоревім».
До 1000-літнього ювілею міста встановлено бронзові пам'ятники героям славнозвісного лірико-епічного твору.

## Музеї
Музей «Слово о полку Ігоревім»

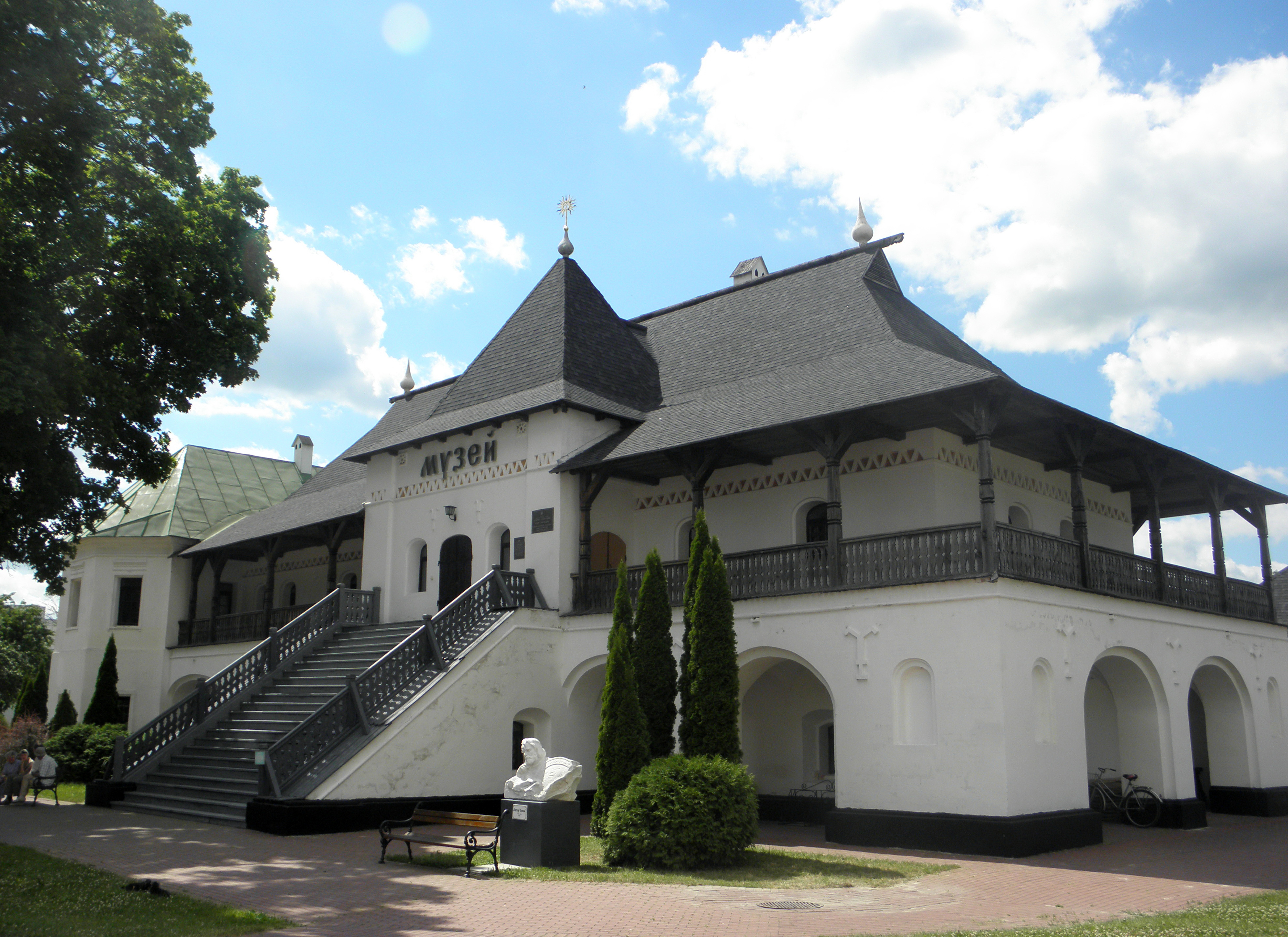
Музей «Слова о полку Ігоревім»

Знаходиться на території Спасо-Преображенського монастиря, у Покоях настоятеля.
У музеї представлено пам'ятки археології періоду Київської Русі, карти-схеми, скульптури героїв «Слова», реконструкції жіночого одягу XII ст., оригінальні жіночі прикраси.
Демонструються дореволюційні (до 1917 р.) та сучасні видання «Слова», його переклади іноземними мовами.
Надзвичайно цікавими є зібрання стародруків XVII—XVIII ст., колекція ікон XVIII — початку XX ст. (зокрема, народних), археологічні знахідки кінця ХІІ — поч. XX ст., реконструкції обладунків давньоруського воїна XII-ХІІІ ст. тощо.
Краєзнавчий музей
Знаходиться за адресою: вул. Соборна, 3.
Заснований у 1920 р., перший завідувач — Гапеєв Степан Антонович. Під час Другої світової війни частину фондової колекції було втрачено.
У 1990 р. увійшов до складу історико-культурного музею-заповідника «Слово о полку Ігоревім» як структурний відділ.
В його фондосховищах зберігається близько 30 тис. експонатів, що розкривають історію краю з прадавніх часів і до сьогодення.

## Фонди
Фонди музею-заповідника нараховують (на 1 січня 2012 р.) понад 47 тис. музейних предметів, серед яких понад 26 тис. – основного фонду.
В фондах музею-заповідника зберігаються колекції:
- Предметів археології біля 10 тис. одиниць зберігання.
- Колекція срібних монет – більше 150 шт.
- Колекція народних ікон – понад 200 одиниць зберігання.
- Колекція стародруків XVII-ХІХ ст. – понад 60 одиниць зберігання.
- Колекція обладунків давньоруських воїнів XII-XIV ст. – 50 одиниць зберігання та інші[1].

## Як доїхати
Через місто Новгород-Сіверський проходить залізниця.
Також населений пункт має гарне регулярне автобусне сполучення з Києвом і обласними центрами - Черніговом і Сумами. У місті функціонують громадський транспорт і таксі.
Краще їхати на власному автомобілі. Сюди ведуть автошляхи Р12 і Р65.